# Jiří Sláma
Jiří Sláma (23. listopadu 1934, Praha – 26. prosince 2020) byl český archeolog a historik, který se specializoval na archeologii raného středověku, počátky českého státu a propojení archeologických a písemných pramenů.

## Život
V letech 1953–1958 studoval archeologii a historii na Filozofické fakultě UK v Praze (promovaný historik 1958, PhDr. 1967). Krátkodobě pracoval jako vedoucí pravěkého oddělení Muzea hl. města Prahy (1958) a v mostecké expozituře Archeologického ústavu ČSAV v Praze (1958–1960). Od roku 1960 působil na Ústavu pro archeologii (dříve Ústav pro pravěk a ranou dobu dějinnou) FF UK v Praze nejdříve jako asistent (1960–1963), poté jako odborný asistent (1963–1990), titul CSc. získal v roce 1987, v roce 1990 se stal docentem a roku 1998 pak profesorem. V letech 1999–2002 působil jako ředitel tohoto ústavu.
Provedl též řadu terénních výzkumů (Kozárovice, Lochenice).

## Dílo
- Střední Čechy v raném středověku. II. Hradiště, příspěvky k jejich dějinám a významu Praehistorica XI. Praha. (1986)
- Střední Čechy v raném středověku. III. Archeologie o počátcích přemyslovského státu Praehistorica XIV. Praha. (1989)
- Svatý Vojtěch a slavníkovská Libice. In: Svatý Vojtěch, Sborník k mileniu. (ed.: Polc, J. V.) Praha. s. 16–39 (1997)
- Slavníkovci. In: Svatý Vojtěch, Čechové a Evropa. (ed.: Třeštík, D., Žemlička, J.;) Praha.s. 17–36. (1997)
- K počátkům českého mincování. In:Archeologické rozhledy Vol. 51., No.2., s. 400–400. (1999)
- Hrob K1 na Pražském hradě. In: Studia Mediaevalia Pragensia Vol. 4., s. 117–121. (2000)
- K problému historické interpretace archeologických výzkumů staroslovanských hradišť v Čechách In: Archeologie ve středních Čechách. (ed.: Lutovský, M.) Praha, s. 533–546. (2001)
- Přemyslovci a otonská říše, in: Otoni. Jindřich I. Ptáčník, Ota I., II., III., Jindřich II. Hagen Keller, nakl. Vyšehrad, s. 95-107 (2004)
- K počátkům vinařství v Čechách. Kulturní studia, 1/2020, 8.14: 3–13. DOI: 10.7160/KS.2020.140101 (poslední článek prof. Slámy)